# Luís de Ataíde
Pour les articles homonymes, voir Ataíde.
Luís de Ataíde, 3e comte de Atouguia, marquis de Santarém, né en 1516 et mort le 10 mars 1580 à Goa, est un gouverneur et vice-roi des Indes portugaises.
Il est vice-roi des Indes portugaises, en deux mandats, le premier de 1568 à 1571 et le second de 1578 à 1581; attaqué de toutes parts par les rois indiens confédérés, et assiégé dans Goa, il se bat avec acharnements. C'est ce que l'on considère comme la dernière gloire des Indes portugaises.

## Biographie
Lors de son premier mandat en Inde, D. Luís de Ataíde a mené des campagnes militaires dans la guerre de la Ligue des Indes qui seraient probablement décrites aujourd'hui comme étant une guerre totale (un concept créé au XVIIIe siècle, en opposition à la notion de guerre limitée) ; car l'Empire portugais devait utiliser toutes ses ressources disponibles - militaires, économiques, politiques et diplomatiques - et inclure également des opérations impliquant ou affectant des civils, afin de pouvoir résister à un assaut conjoint des potentats indiens, dans le but d'expulser les Portugais de leurs villes, forts et postes de traite dans l'océan Indien.
Il est né en 1516. Il est le deuxième fils de D. Afonso de Ataíde et de Maria de Magalhães; et arrière-petit-fils du 2e comte d'Atouguia, D. Martinho de Ataíde, et de sa seconde épouse, Filipa de Azevedo.

### Service militaire en Asie et en Europe
Il part pour l'Inde une première fois en 1538, sur le vaisseau amiral de la flotte qui transportait le vice-roi D. Garcia de Noronha, son cousin. Plus tard, sous le gouvernement du successeur de Noronha, le gouverneur D. Estevão da Gama, il rejoint une expédition en mer Rouge et est officiellement fait chevalier par da Gama au monastère de Sainte-Catherine, au pied du mont Sinaï, en avril 1541.
Après l'arrivée à Goa d'un nouveau gouverneur, Martim Afonso de Sousa, il retourne au Portugal, où il devient l'héritier des domaines de son père, son frère aîné étant entre-temps mort au combat dans les possessions portugaises au Maroc.

### Ambassadeur à la cour de Charles V
En février 1547, le roi de Portugal Jean III le nomme ambassadeur à la cour de Charles Quint, empereur du Saint Empire.
Il quitte le Portugal le 5 mars et arrive au camp de l'empereur, situé sur les rives de l'Elbe en Saxe, le 17 avril, soit sept jours avant la bataille qui devait avoir lieu à Mühlberg.
Le 21 avril, il est reçu par l'empereur et se rend avec lui à la messe. Il lui a fait part de son désir de participer à la bataille à venir contre les protestants et Charles Quint a réagi en « exprimant son contentement ... pour son intention de servir dans l'expédition ».
Ataíde a ainsi participé à la bataille qui a abouti à l'une des plus grandes victoires militaires de Charles Quint - et à une défaite retentissante pour les luthériens de la Ligue de Smalkalde, qui conduirait à sa dissolution ultérieure. Il se distingua par son courage au combat, et l'empereur le récompensa à l'occasion en lui offrant une armure.
Cette expérience de combat a également été l'occasion pour Luís de Ataíde d'apprendre les techniques militaires de la guerre terrestre, avec les plus grands spécialistes de son temps, comme l'empereur lui-même et le 3e duc d'Albe - appliquées par une armée multinationale d'environ 25 000 hommes et 8 000 cavaliers. Une telle connaissance, associée à la pratique de la guerre navale qu'il avait déjà acquise en Asie, contribuerait à bâtir sa réputation de haute compétence en matière militaire.

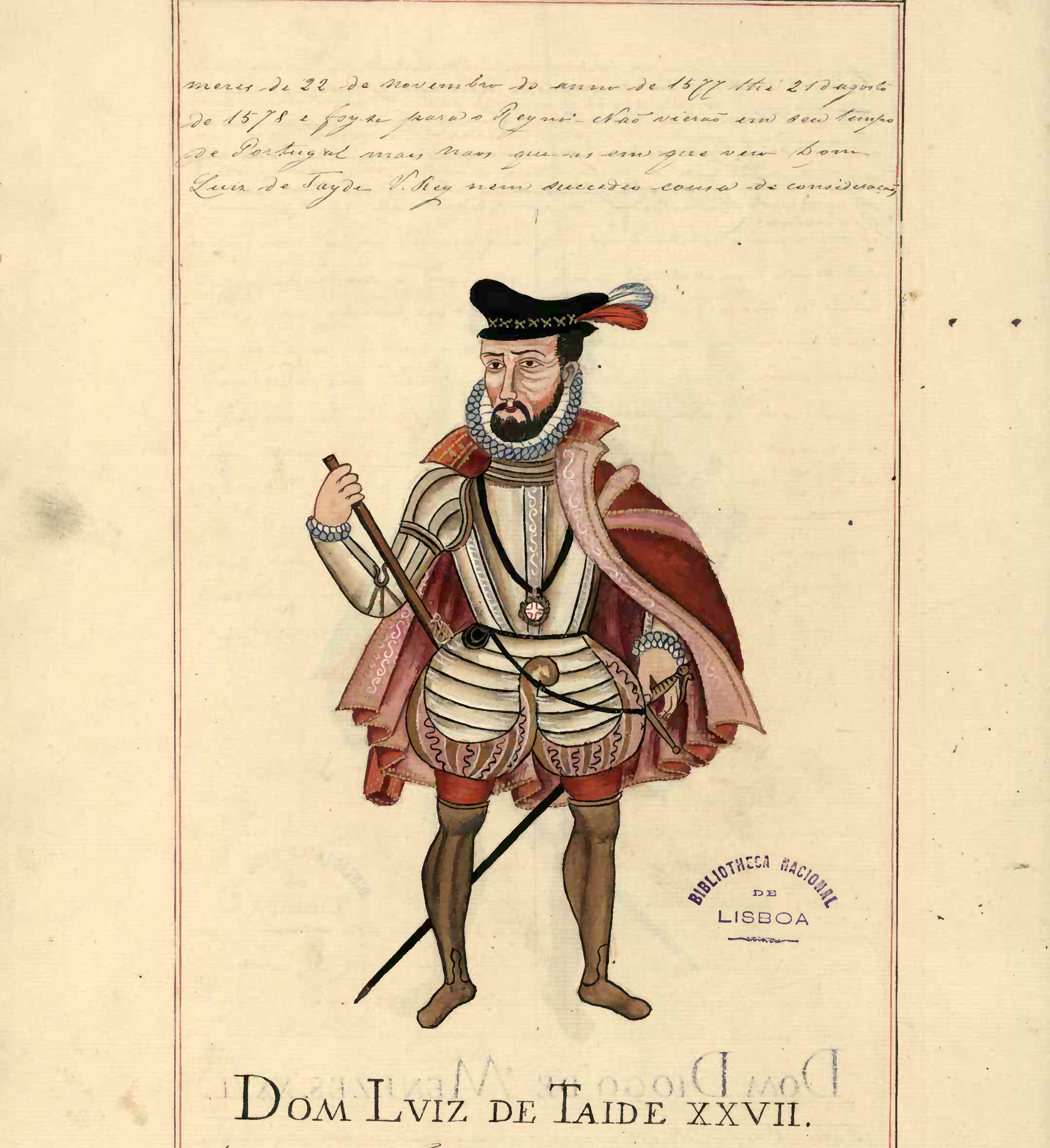
Luís de Ataíde, portrait dans le Lyvro das Plataformas das Fortalezas da India, de Manuel Godinho de Erédia

Au début de 1548, il retourne au Portugal, et quelques années plus tard, en 1555, il est confirmé par le roi Jean III comme seigneur de la ville d'Atouguia, à la mort de son père. Il s'occupe alors de la défense de son territoire, cible constante des attaques des corsaires français et il prend soin de rester à l'écart des luttes politiques et des intrigues qui ont suivi la mort du roi Jean III, concernant les régences, d'abord de Catherine de Castille, puis de Henri Ier.
En 1567, dans un signe clair de rapprochement avec la cour royale, il est nommé responsable de l'hôpital principal de Lisbonne. Et, peu de temps après que le nouveau roi Sébastien a effectivement pris le gouvernement du Portugal, il a été nommé 10e vice-roi de l'Inde portugaise, en mars 1568. Il a obtenu des pouvoirs accrus par rapport à ses prédécesseurs, y compris le droit de décréter des condamnations à mort et de donner certains titres de noblesse en son propre nom au lieu de celui du roi.

### Vice-roi de l'Inde portugaise, premier mandat (1568 - 1571)
Il quitte le Portugal le 7 avril, à la tête d'une flotte qui comprenait un nombre inhabituellement élevé d'hommes d'armes, et arrive à Goa en octobre 1568.

#### Conquête de ports et patrouille des mers
Au début, il maintient la politique de son prédécesseur. Mais, l'année suivante, il commence à montrer son côté militaire. Agissant pour empêcher le sultan de Bijapur de prendre possession de la ville de Honnavar - qui était un refuge pour les pirates - en novembre 1569, à la tête d'une armada de 110 navires, il conquiert cette ville, où les Portugais construiront plus tard une forteresse.
En 1570, écrivant au roi Sébastien, Ataíde revendique le succès de ses patrouilles dans les mers, car cette année-là, seuls deux navires ont réussi à échapper au contrôle portugais, tout en voyageant de Calicut à La Mecque, contre 16 ou 18 navires les années précédentes.

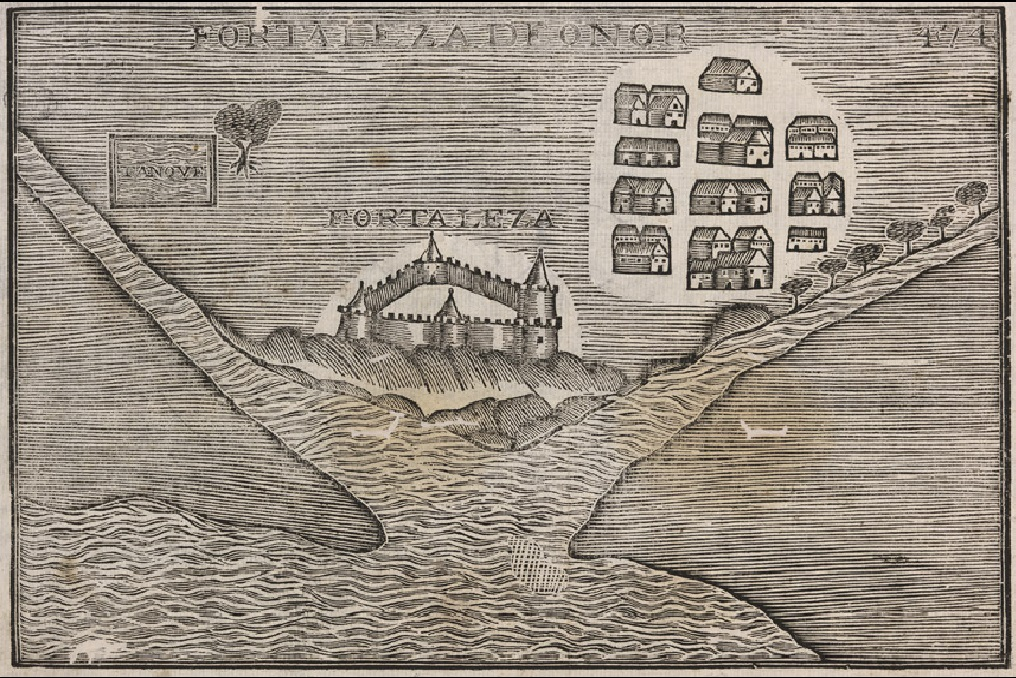
Plan de la ville de Honnavar, prise par D. Luís de Ataíde en 1569, avec la forteresse construite par les Portugais

#### La Guerre de la Ligue des Indes
Malgré ces premiers succès militaires, une menace très sérieuse subsistait, résultant du fait que les princes et potentats indiens s'étaient alliés, dans une large coalition islamique, avec l'intention d'expulser les Portugais de l'océan Indien (le chroniqueur portugais, António Pinto Pereira, a appelé cette coalition la Ligue des rois de l'Inde, mais le conflit qui en résulte est plus souvent appelé la Guerre de la Ligue des Indes).
Le partage des territoires à conquérir avait déjà été décidé par la coalition indienne. Le sultan de Bijapur, Ali Adil Shah I (appelé Hidalcão par les Portugais) marcherait sur Goa et prendrait cette ville, ainsi que Honnavar. Le sultan d'Ahmadnagar, Murtaza Nizam Shah I (que les Portugais appelaient Nizam Melek) prendrait Chaul, Daman et Vasai ; et le Zamorin de Calicut fut chargé de conquérir les villes de Mangalor, Cananor, Chale et Cochin.

#### Victoires militaires sur les sultans de Bijapur et Ahmadnagar
La stratégie de défense du vice-roi était basée, dès le début des combats, sur l'objectif de maintenir à tout prix la possession des forteresses sous menace de siège, avec un accent particulier sur la ville stratégique de Chaul - qui s'avérera décisive pour le résultat final des combats, favorable aux Portugais.
Entouré à Goa par la grande armée de l'Ali Adil Shah I (35 000 cavaliers, 60 000 fantassins et 2 000 éléphants, selon des sources contemporaines), D. Luís de Ataíde peut envoyer une aide militaire à Chaul (malgré l'opposition ecclésiastique et d'autres cercles influents à Goa, qui conseillent d'abandonner cette forteresse) et de mener de fréquentes contre-attaques.
Pour la défense de Goa, le vice-roi a introduit une tactique sans précédent consistant à défendre la ville à partir de 19 bases installées sur son périmètre extérieur, avec des garnisons équipées d'artillerie « grande et petite ». Il impliqua également le chapitre catholique de Goa dans la défense de la ville, en armant des centaines de membres des ordres religieux franciscain et dominicain et détermina la formation de compagnies militaires d'esclaves et de « chrétiens indigènes », sous commandement portugais.
Murtaza Nizam Shah I lance une attaque majeure sur Chaul le 29 juin 1571, qui a cependant été défendue avec succès par Francisco Mascarenhas - et cela permet la signature d'une trêve le mois suivant. En août 1571, après avoir subi de lourdes pertes (8 000 hommes, 4 000 chevaux, 300 éléphants et 150 pièces d'artillerie), Ali Adil Shah I lève le siège de Goa.
Au bilan, avec seulement 2 500 hommes d'armes, Ataíde a fait face avec succès aux 5 sièges imposés aux forteresses portugaises en Inde, dans la période de 1570 à 1571. Il avait ainsi réussi à surmonter le dernier grand défi politique et militaire de l'Inde portugaise, avant l'arrivée de nouveaux opposants européens dans la région, à la fin du XVIe siècle.
Ataíde a retardé la signature d'une paix formelle avec Ali Adil Shah I, dans une tentative de lui imposer des conditions plus dures. Il laissa à son successeur le soin de conclure les négociations et il quitta Goa le 6 janvier 1572, ayant terminé son mandat de vice-roi.

### Retour au Portugal (1572 - 1577)
Presque à la fin du voyage de retour, il fait une escale à l'île de Terceira, d'où il envoie une lettre au roi lui disant que, pendant son mandat à Goa, les Maures des sultanats de Bijapur et d'Ahmadnagar avaient perdu 30 000 soldats dans les batailles avec les Portugais ; et que, finalement, une « paix honorable » avait pu être négociée avec les ennemis du Royaume de Portugal.
Il arrive à l'embouchure du Tage le 3 juillet et - après un court séjour à Cascais - il entre solennellement à Lisbonne le 21.
Entre-temps, le roi Sébastien a décidé que, compte tenu des victoires militaires en Inde, il « accorderait à D. Luís de Ataíde l'honneur de l'accompagner, dans une procession à travers les rues de Lisbonne », où il était positionné sur le côté droit de la roi, lieu normalement strictement réservé aux membres de la famille royale ou de la maison de Bragance.
La réception donnée par le monarque portugais à Dom Luís de Ataíde est véritablement « triomphale », comme jamais auparavant un vice-roi de l'Inde n'a été reçu avec de tels honneurs, à son retour dans le royaume.
Après cette réception royale, Ataíde ne manque pas de profiter de sa présence au Portugal pour rappeler, chaque fois que l'occasion se présente, les services rendus par sa famille à la dynastie d'Aviz, depuis le début du XVe siècle.
Ainsi, à l'occasion du séjour du roi Sébastien à Ceuta, en août 1574, il honore son arrière-arrière-grand-oncle, Vasco Fernandes de Ataíde (le premier noble portugais mort au combat, dans le processus d'expansion portugaise en outre-mer), avec une pierre tombale en latin commémorant sa mort héroïque. Cette initiative, chargée de symbolisme, et sans doute aussi prise dans l'intention de plaire au monarque, contribue à renforcer sa position, dans le contexte des âpres disputes entre les nobles les plus importants de la cour, tentant d'influencer le tout jeune roi. .
En raison de son expérience militaire en Europe et en Inde, il est nommé par le roi pour diriger une expédition militaire au Maroc, qui se terminera plus tard par le désastre militaire portugais de Ksar El Kébir. Mais le roi changea d'avis et décida d'assumer personnellement la direction de l'expédition. En compensation, Ataíde est de nouveau envoyé en Inde en tant que vice-roi et il quitte Lisbonne, en direction de Goa, le 16 octobre 1577.
Le titre de comte d'Atouguia, en tant que 3e titulaire de la famille Ataíde, lui est accordé par décret du roi le 4 septembre 1577. Cela n'est pas considéré à l'époque comme une simple réparation que lui accorde le roi, pour l'avoir écarté de la direction de l'expédition militaire au Maroc, mais aussi comme une juste récompense des services qu'il a rendus lors de son premier mandat de vice-roi en Inde.

### Second mandat en Inde (1578 - 1581)
Il garde ses quartiers d'hiver au Mozambique, où il attend l'arrivée de la dernière flotte partie du Portugal en 1578 - dans laquelle voyage le célèbre jésuite Matteo Ricci - et arrive à Goa le 20 août 1578.
Au début, il combat les forces d'Ali Adil Shah I, mais il peut bientôt négocier un traité de paix avec lui, le 11 août 1579 - à des conditions favorables, qui comprend le retour aux Portugais de l'île de Salsette (aujourd'hui, une partie de la ville de Mumbai).

#### Donation duroyaume de Kotteau monarque portugais (1580)
Il a également consacré son attention aux intérêts portugais dans l'île de Ceylan, leur donnant la priorité dans l'allocation des ressources militaires - qui n'étaient pas suffisantes pour aider toutes les vastes possessions de l'Inde portugaise
Il considérait ainsi Ceylan comme plus central pour la position portugaise en Asie que la présence dans d'autres endroits qui avaient également besoin d'un soutien militaire, comme Aceh. C'est au cours du deuxième mandat d'Ataíde, en 1580, que le roi de Kotte, Dom João Dharmapala, légua son royaume au roi de Portugal, une décision fondamentale qui servira plus tard à légitimer de nombreuses décennies de souveraineté portugaise dans une grande partie de Ceylan.
Presque avant sa mort, Ataíde reçoit en cadeau de Fernão Teles de Meneses (qui allait lui succéder dans le gouvernement à Goa), le portrait posthume de Luís de Camões, daté de Goa, année 1581.

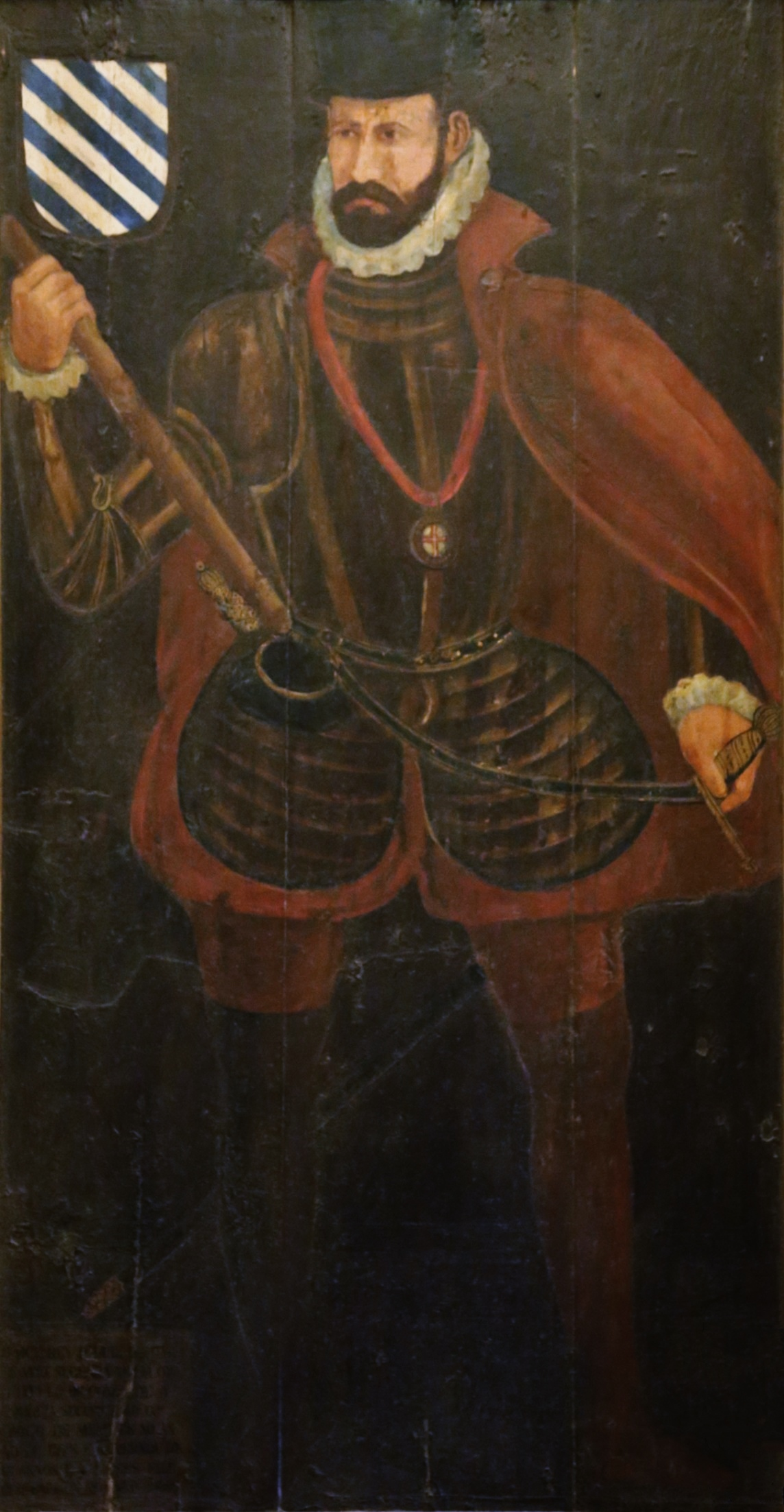
Portrait officiel de Luís de Ataíde comme vice-roi à Goa

#### Marquis de Santarém
Marquis de Santarém est un titre créé par un décret secret, en 1580, par le roi Philippe II (Philippe I de Portugal) à accorder à D. Luís de Ataíde, dans l'hypothèse où il accepterait de proclamer le monarque des Habsbourg comme souverain, dans l'Inde portugaise.
Le décret a été porté par le nouveau vice-roi, Francisco Mascarenhas, mais il n'a finalement pas produit d'effets juridiques - car Mascarenhas, qui a quitté Lisbonne le 8 avril, n'est arrivé en Inde qu'en septembre 1581, six mois après la mort de Luís de Ataide, à Goa.
La concession de ce titre était très significative, car elle placerait Ataíde dans la position de cinquième aristocrate le plus important du royaume de Portugal, après les ducs de Bragance et Aveiro et les marquis de Vila Real et Ferreira - ce qui démontre clairement l'importance que Philippe II a attribué à l'obtention du soutien d'Ataíde pour sa proclamation comme souverain dans l'Inde portugaise.

### Position sur lacrise de succession portugaise (1580)
Il meurt le 10 mars 1581, à l'âge de 65 ans, peu de temps après avoir reçu la nouvelle des suites du désastre militaire portugais de Ksar el Kébir (la bataille des Trois Rois) et de la mort du cardinal-roi Henri 1er.
Mais il n'a probablement jamais eu connaissance des conséquences de la bataille d'Alcântara et de la proclamation de Philippe II comme roi de Portugal. Une des dernières lettres écrites par Ataíde, datée d'octobre 1580 et adressée au Conseil des gouverneurs du royaume, insiste surtout sur son désir de retourner au Portugal, où il avait besoin d'assurer la succession de la maison des comtes d'Atouguia ; il n'est donc pas possible de corroborer les rapports des chroniqueurs ultérieurs, selon lesquels il avait tendance à sympathiser avec le prétendant Antoine de Portugal
Le fait que certains de ses plus proches parents, comme ses neveux Lopo de Brito (qu'il ne faut pas confondre avec son grand-père et homonyme, Lopo de Brito, 2e capitaine de Ceylan) et Cristóvão de Brito, ont soutenu le prétendant Dom Antoine (ils se sont battus pour lui et morts à la bataille d'Alcântara), ne suffit pas pour conclure que la position politique d'Ataíde était identique.
Une phrase qui lui est attribuée peu de temps avant sa mort (« Je meurs quand tout est contre le Portugal ») n'est pas mentionnée dans les sources du XVIe siècle, et - si elle était effectivement prononcée - pourrait être interprétée comme une simple résignation face aux développements dans le lointain royaume, peu susceptible d'être influencé par Goa.
De plus, Ataíde connaissait bien les puissantes armées de Charles Quint, aux côtés duquel il avait combattu dans sa jeunesse, et il avait rencontré le fils de l'empereur, Philippe II d'Espagne (qui deviendra plus tard aussi Philippe I de Portugal) et ses chefs militaires, comme le 3e duc d'Albe. Il ne semble donc pas très plausible qu'il croirait à la probabilité d'une victoire militaire du prétendant Antoine de Portugal, face à des adversaires aussi redoutables.
Son corps a été déposé dans l'église Reis Magos à Goa, et a ensuite été transféré au Portugal.
Son tombeau se trouve de nos jours à l'église de Santa Casa da Misericórdia, à Peniche.

## Mariages et succession
Il s'est marié trois fois, sans aucune génération survivante.
Selon des sources contemporaines, il avait également deux enfants illégitimes, qu'il n'a pas légitimés.

### Succession à ses domaines et titres
Le titre de comte d'Atouguia passera plus tard aux descendants d'une tante paternelle de Luís de Ataíde, Isabel da Silva de Ataíde, mariée à Simão Gonçalves da Câmara, srnommé "le Magnifique", donataire de l'île de Madère.
Le fils de ce mariage était Luís Gonçalves de Ataíde, qui épousa Violante da Silva, fille de Francisco Carneiro, 2e donataire d'Ilha do Príncipe.
D. João Gonçalves de Ataíde, qui héritera du titre de 4e comte d'Atouguia, était leur fils aîné.
La succession du titre et de la maison d'Atouguia ne suivrait donc pas la ligne la plus proche de la primogéniture, c'est-à-dire celle des descendants du mariage d'une sœur de D. Luís de Ataíde, Helena de Ataíde, avec Tristão da Cunha (petit-fils de son homonyme, Tristão da Cunha, le célèbre navigateur), qui recevraient quelques générations plus tard les titres de comte de Pontével, comte de Povolide et comte de Sintra.
Ainsi furent exaucés les souhaits et préférences personnels de Luís de Ataíde. Car, selon une biographie récente, il a fait allusion à plusieurs reprises à sa préférence pour que la maison d'Atouguia soit éventuellement transmise aux descendants d'une branche collatérale de la famille Câmara, comtes de Calheta, alors très influents à la cour royale, plutôt qu'à la famille Cunha - qui, bien qu'une lignée plus ancienne, remontant à la fondation du Royaume de Portugal, ne comptait à cette époque aucun membre détenant un titre de noblesse à la cour de Lisbonne, les nombreux membres titrés de famille Cunha à la fin du XVIe siècle appartenant tous à des branches émigrées du Portugal vers l'Espagne (Royaume de Castille), depuis le Moyen Âge.

## Postérité

### Dans la littérature

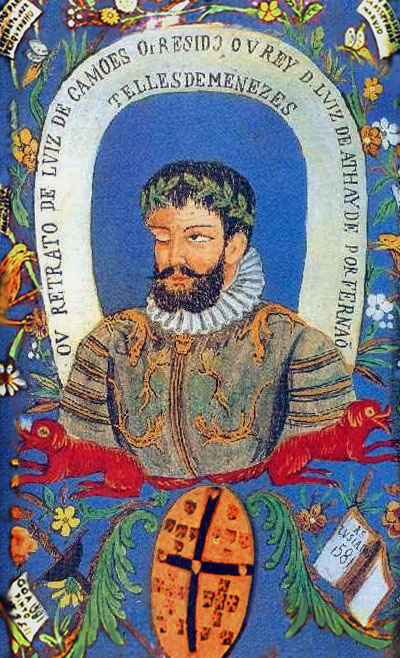
Le célèbre portrait posthume de Luís de Camões, offert à D. Luís de Ataíde, au début de l'année 1581, par son successeur dans le gouvernement à Goa, Fernão Teles de Meneses

Luís de Camões lui a dédié un sonnet, intitulé "A D. Luís de Ataíde, Vizo-Rei", qui, curieusement, se termine par le même mot ("inveja", signifiant envie ou jalousie) avec lequel le poète conclut son poème épique. "Os Lusíadas":
(...)
ce qui vous donne plus de nom dans le monde,
c'est vaincre, ma Seigneurie, dans le Royaume ami,
tant d'ingratitude, tant d'envie !
   (Luís de Camões, Sonnets, "A D. Luís de Ataíde, Vizo-Rei")
D'autres auteurs distingués, comme l'humaniste André de Resende et José Agostinho de Macedo, lui ont également consacré des ouvrages.

### Toponymie
Au Portugal, les villes de Porto, Barreiro et Peniche, ainsi qu'une paroisse de la municipalité de Sintra, ont nommé des rues en son honneur. Son nom a également été donné à un groupe d'écoles de Peniche.